# Retrospective: The Best of Buffalo Springfield

Retrospective: The Best of Buffalo Springfield est une compilation sortie en février 1969 du groupe Buffalo Springfield.

## Titres
Face une
1. "For What It's Worth" (Stephen Stills) – 2:37
  - Enregistré le 5 décembre 1966, Columbia Studios, Los Angeles, Californie. chant: Stephen Stills. Basse: Bruce Palmer. Production: Charles Green et Brian Stone.
2. "Mr. Soul" (Neil Young) – 2:35
  - Enregistré le 4 avril 1967. chant: Neil Young. Basse: Palmer.
3. "Sit Down I Think I Love You" (Stills) – 2:30
  - Enregistré août 1966, Gold Star Studios, Los Angeles, Californie. chant: Stills. Basse: Palmer. Production: Green et Stone.
4. "Kind Woman" (Richie Furay) – 4:10
  - Enregistré février et mars 1968, Atlantic Studios, New York City & Sunset Sound, Los Angeles, Californie. chant: Richie Furay. Bass: Jim Messina. Production: Messina.
5. "Bluebird" (Stills) – 4:28
  - Enregistré 8 avril 1967, Sunset Sound, Los Angeles, Californie. chant: Stills. Basse: Bobby West.
6. "On the Way Home" (Young) – 2:25
  - Enregistré novembre et décembre 1967, Sunset Sound, Los Angeles, Californie. chant: Furay. Basse: Palmer.

Face deux
1. "Nowadays Clancy Can't Even Sing" (Young) – 3:26
  - Enregistré 18 juillet 1966, Gold Star Studios, Los Angeles, Californie. chant: Furay. Basse: Palmer. Production: Green et Stone.
2. "Broken Arrow" (Young) – 6:13
  - Enregistré août et septembre 1967, Columbia Recording Studios & Sunset Sound, Los Angeles, Californie. Chant: Young; Basse: Palmer.
3. "Rock and Roll Woman" (Stills) – 2:44
  - Enregistré juin, août8 & octobre 1967, Sunset Sound, Los Angeles, Californie. Chant: Stills, guitare rythmique: Jim Fielder. Basse: Palmer.
4. "I Am a Child" (Young) – 2:15
  - Enregistré le 5 février 1968, Sunset Sound, Los Angeles, Californie. Chant: Young. Basse: Gary Marker. Production: Messina.
5. "Go and Say Goodbye" (Stills) – 2:19
  - Enregistré July 18, 1966, Gold Star Studios, Los Angeles, California. chant: Stills. Basse: Palmer. Producers: Green and Stone.
6. "Expecting to Fly" (Young)– 3:39
  - Enregistré May 6, 1967, Sunset Sound, Los Angeles, California. chant: Young. Arrangement: Jack Nitzsche.
    - Young is the only member of the group who appears on this recording.